# Rabino

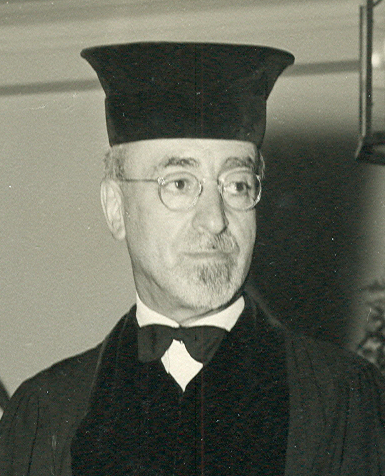
David de Sola Pool, rabino ortodoxo

Rabino ou rabi (do hebraico clássico: רִבִּי, ribbī; no hebraico moderno: רַבִּי, rabbī), dentro do judaísmo, significa " professor, mestre " ou literalmente "grande". A palavra "Rabbi" ("Meu Mestre") deriva da raiz hebraica Rav, que no hebraico bíblico significa "grande" ou "distinto" (em conhecimento).
No judaísmo Rabino é um título usado para distinguir aquele que ensina, aquele que tem a autoridade dos doutores da Torá ou aquele apontado pelos líderes religiosos da comunidade. Hoje os rabinos são os responsáveis pelo ensino e aplicação dos ensinamentos do judaísmo. Ao contrário de outras religiões, o rabino não é um sacerdote, não sendo estritamente necessário para a realização da maioria dos atos do ciclo de vida judaico, como o casamento, bar-mitzvá, sepultamentos e outros. Os únicos atos que exigem a participação de um rabino são o get (divórcio), conversões e litígios que exijam a decisão de um tribunal rabínico.
No entanto, em nossos dias, em grande parte pela laicização da comunidade judaica, os rabinos assumiram o papel de condutores da maior parte das cerimônias religiosas. Ainda assim, no judaísmo clássico pré-diáspora há a figura dos "representantes de Deus" — a classe sacerdotal — pessoas com um contato especial com a divindade.
Sobre o exercício do sacerdócio no judaísmo pré-rabínico, veja Cohanim.